# Jan van Os
Jan van Os (Middelharnis, 23 de febrer de 1744 - La Haia, 7 de febrer de 1808) fou un pintor neerlandès i un membre de la reconeguda família d'artistes Van Os.

## Biografia

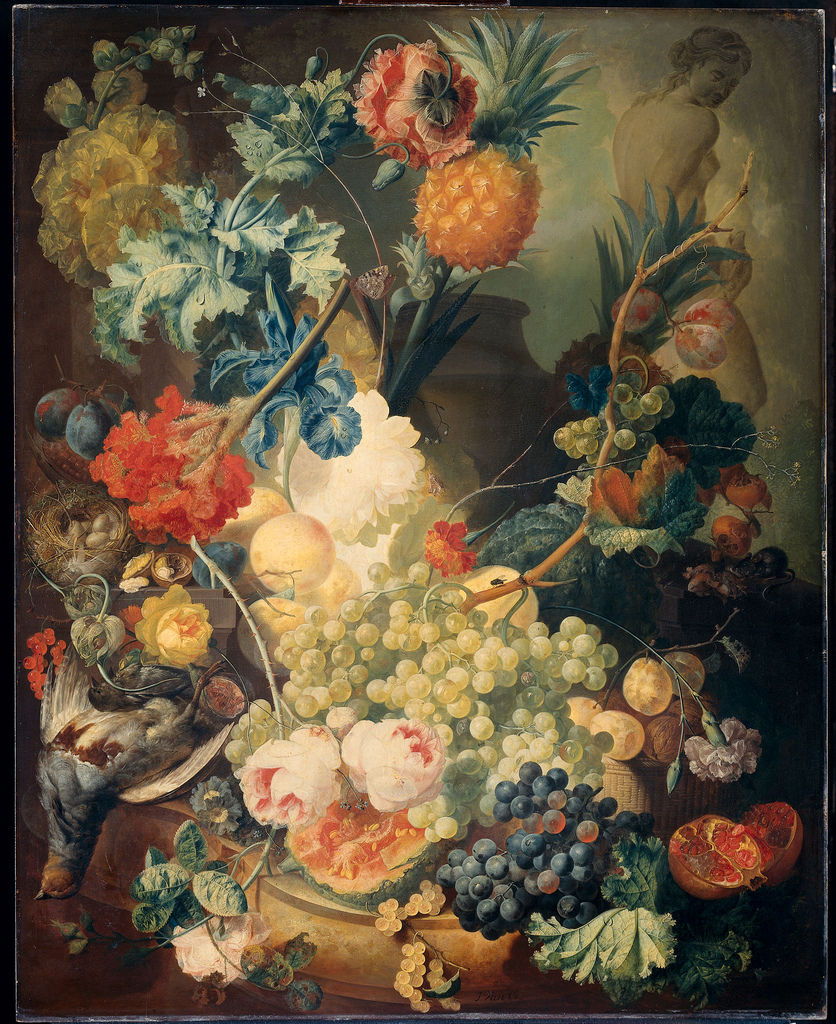
"Naturalesa morta amb flors, fruites i aviram" de Jan van Us, des de 1774

Van Os va néixer en Middelharnis. Ell va ser ensenyat per Aert Schouman a La Haia, on passaria la resta de la seva vida. El 1773, va gravar a la confraria de pintors. El 1775, es va casar amb Susanna de la Croix, una pintora al pastel.
Van Os és sobretot conegut pels seus bodegons de fruites i flors, encara que va començar la seva carrera pintant paisatges marins. Els seus bodegones florals van ser pintats en l'estil de Jan van Huysum, amb les flors representades habitualment en una cartel·la de marbre sobre un fons verd.
Ell era el pare dels artistes Pieter Gerardus van Os, Maria Margaretha van Os, Georgius Jacobus Johannes van Os i Pieter Frederik van Os.